# Yazu, Tottori
Yazu (japanska: 八頭町?, Yazu-chō) är en landskommun (köping) i Tottori prefektur i Japan.  